# Piggy
«Piggy» (с англ. — «Поросёнок») — песня американской индастриал-рок-группы Nine Inch Nails, второй трек из альбома The Downward Spiral. «Piggy» была написана Трентом Резнором и спродюсирована совместно с Марком «Фладом» Эллисом в студии «Le Pig» (Сьело-драйв, 10050). «Piggy» была выпущена в качестве промосингла в декабре 1994 года. Сингл не был отмечен в официальной хронологии Halo.

## О песне

### Запись
По словам Трента Резнора, композиция была закончена после работы над альбомом Broken. Первоначально «Piggy» являлась стихотворением и не рассматривалась как будущий трек. Но позже текст был расширен до полноценной песни. Музыкальные партии были записаны уже после того, как Резнор арендовал дом, где в 1969 году была убита актриса Шэрон Тейт. В одном из интервью журналу Entertainment Weekly музыкант говорил, что он «рассматривал много зданий и это [ему] больше всего понравилось».

### Музыка и лирика
Это первая композиция NIN, в которой появилась строчка: «ничто теперь меня не остановит» (англ. «nothing can stop me now») — на ней заканчивается песня. Позднее, эта фраза появляется в нескольких песнях группы: «Ruiner», «Big Man with a Gun» (из альбома The Downward Spiral), «We’re in This Together», «La Mer» (из альбома The Fragile) и «Sunspots» (из альбома With Teeth).
В целом, песня медленная и тихая, имеющая музыкальный темп 65 ударов в минуту и исполненная в тональности B#. «Piggy» — это первый трек альбома, который содержит «лейтмотив альбома», его исполняют на органе.
Яростный, сбивчивый стук в конце «Piggy» исполнен самим Резнором. На данный момент это первая и единственная запись игры Резнора на барабанах, и одна из нескольких «живых» ударных партий на альбоме. Резнор начал её с тестирования микрофона, но ему так понравился этот звук, что он решил его оставить.

Лейтмотив альбома The Downward Spiral впервые звучит в треке «Piggy».

### Версии композиции
В 1995 ремикс Рика Рубина на «Piggy» (также известен под подзаголовком «Nothing Can Stop Me Now») был издан в альбоме Further Down the Spiral. Он также был выпущен в юбилейном переиздании альбома The Downward Spiral в 2004 году. В работе над «Piggy (Nothing Can Stop Me Now)» принимал участие бывший гитарист Jane’s Addiction и Red Hot Chili Peppers Дэйв Наварро. При записи ремикса использовался небольшой семпл песни «Put Your Love in My Tender Care» группы Fatback. Эта версия «Piggy» исполнялась NIN во время концертных туров Dissonance и Wave Goodbye.
Ещё одна версия песни — «Ghosts Piggy» — исполнялась во время тура Lights in the Sky, в секции, где группа играла треки из альбома Ghosts I–IV. При выступлении мелодия «Ghosts Piggy» переходила из другой композиции Nine Inch Nails «19 Ghosts III».
Существует также инструментальная версия «Piggy», выпущенная на сайте remix.nin.com, где есть возможность создать ремикс песни.

## Список композиций
| №  | Название                   | Ремикширование | Длительность |
| -- | -------------------------- | -------------- | ------------ |
| 1. | «Piggy» (радиоверсия)      |                | 4:28         |
| 2. | «Hurt» (радиоверсия)       |                | 4:19         |
| 3. | «Piggy» (Rick Rubin Remix) | Рик Рубин      | 5:03         |

## Участники записи
- Трент Резнор — вокал, музыка/слова, гитара, клавишные, ударные («Piggy»), аранжировка, продюсирование
- Рик Рубин — продюсер ремикса «Piggy (Rick Rubin Remix)»
- Дэйв Наварро — гитара в «Piggy (Rick Rubin Remix)»
- Дэвид Сарди, Дэвид Шиффман — звукорежиссёры в «Piggy (Rick Rubin Remix)»
- Том Бейкер — мастеринг
- Алан Молдер — сведение
- Марк «Флад» Эллис — продюсирование, сведение

## Позиции в чартах
| Чарт (1994—1995)       | Высшая позиция |
| ---------------------- | -------------- |
| Hot Modern Rock Tracks | 20             |